# Accacidia rubrata
Accacidia rubrata är en insektsart som beskrevs av Irena Dworakowska 1971. Accacidia rubrata ingår i släktet Accacidia och familjen dvärgstritar. Inga underarter finns listade i Catalogue of Life.